# Parque nacional Ládoga Skerries
El parque nacional Ládoga Skerries (en ruso: Национальный парк «Ладожские шхеры») se encuentra en las orillas norte y noroeste del lago de Ládoga en la República de Karelia (Rusia). El parque presenta numerosas y pequeñas islas rocosas (skerries) en bahías y canales estrechos. El parque fue creado oficialmente el 28 de diciembre de 2017.

## Historia
El lago de Ládoga es el lago más grande de Europa, con una superficie total de 17 890 kilómetros. Después de la Primera Guerra Mundial, el lago se hizo popular entre los turistas. La primera propuesta para la creación de un parque nacional en la zona fue propuesta por el Karelian Research Centre of RAS (KarRC RAS) a finales de la década de 1980. Sin embargo, el proyecto se estancó por razones como la proximidad de la ciudad de Sortavala y la presencia de varias casas de campo. Hubo otro intento fallido en 1999, cuando la Unión Europea patrocinó el proyecto, gastando 3,5 millones de euros. Sin embargo, los autores de ese proyecto observaron que: «la actitud de la comunidad local hacia el parque es una de las cuestiones más espinosas». El parque fue finalmente establecido el 28 de diciembre de 2017, por orden del Gobierno de Rusia.

## Topografía

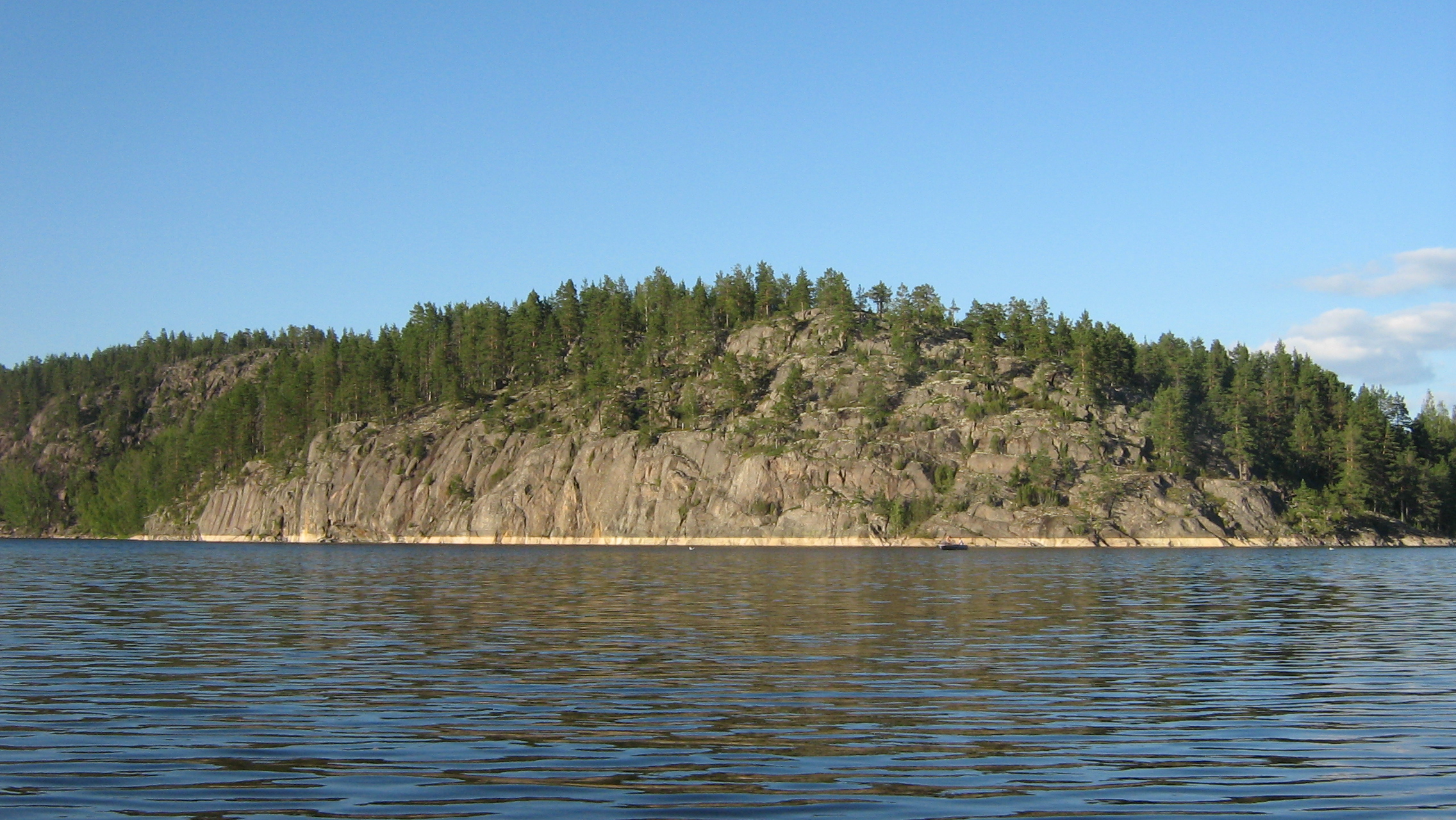
Una de las islas rocosas (skerries) que dan nombre al parque

El parque cubre un archipiélago de aproximadamente 500 islas en las costas del noroeste del lago de Ládoga. El término «skerries» deriva de un antiguo nórdico para un arrecife o una isla rocosa. El parque está cubierto en un 44 % por agua, y su área totaliza más de 1220 kilómetros.
El área del parque se extiende desde la isla de Kilpola, cerca del pueblo de Beriózovo en el oeste, hasta la ciudad de Pitkiaranta en el este. Los islotes del lago Ladoga son un complejo que consta de 650 islas rocosas y acantilados escarpados, así como la costa del lago mismo, marcada por el tiempo y los elementos.
Las islas más grandes son Kilpola, Kuhka, Sorolansari, Lauvatsari, Putsari, Riekkalansari.
Dentro del contorno general del parque, todas las tierras de asentamientos, cooperativas de dacha y tierras agrícolas, que son muy diferentes en superficie, están excluidas de su composición. La finalidad de la creación de las áreas protegidas es la preservación de valiosos complejos naturales y su aprovechamiento para diversos tipos de turismo (en la zona recreativa).

## Flora y fauna

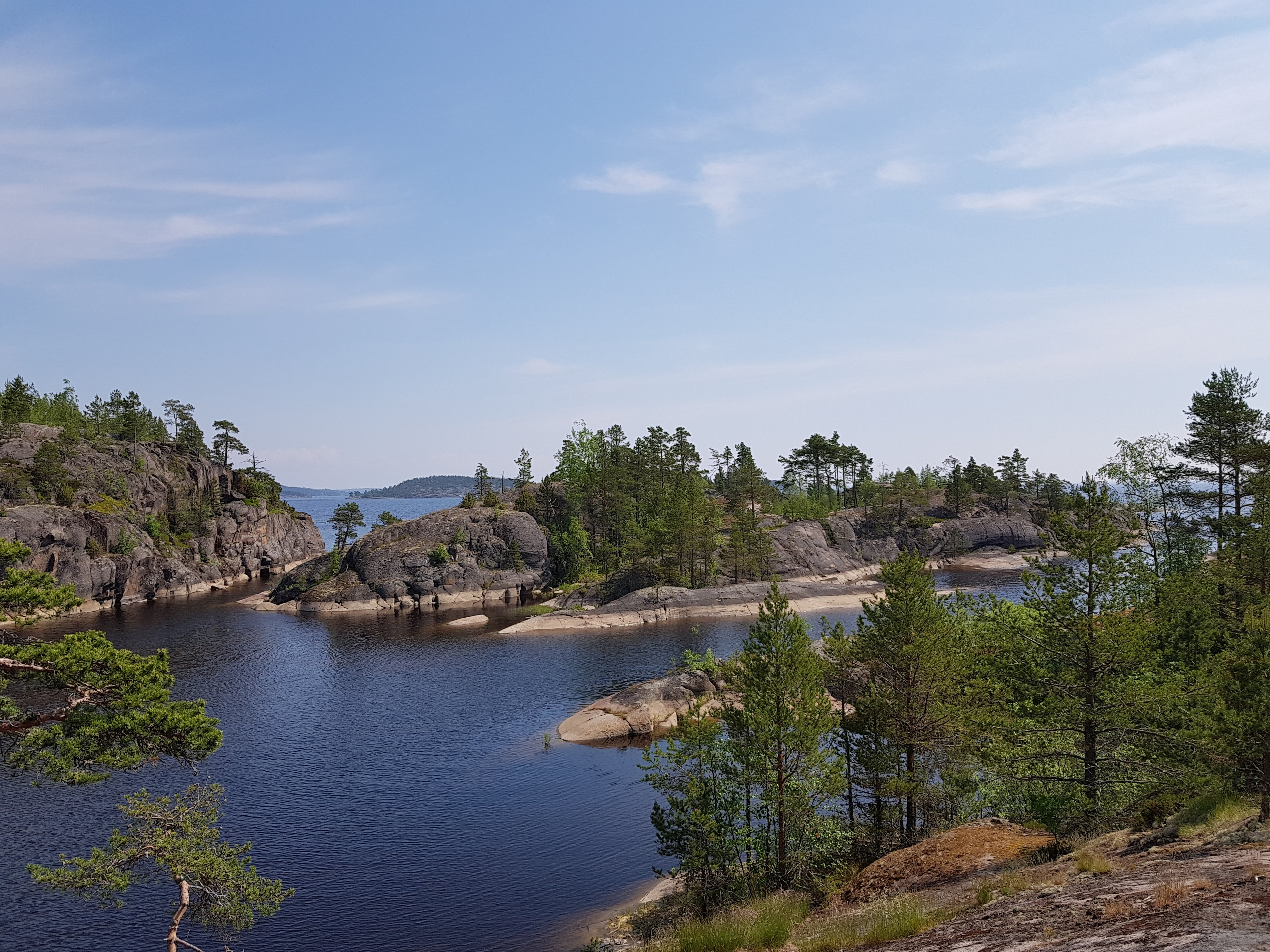
Una de las numerosas islas que forman parte del parque

El parque se encuentra en las latitudes del sur de la ecorregión de la taiga escandinava y rusa, una región de bosques de coníferas, y cerca del extremo norte de la ecorregión de los bosque mixto sarmático.
La mayoría de las islas que forman parte del parque están cubiertas de bosques de coníferas, alrededor del 90 % de pinos y el 10 % restante de abetos. La tierra no boscosa presenta prados y pantanos. La biodiversidad vegetal es relativamente alta. Hay 748 especies de plantas vasculares que se han registrado en el parque, de las cuales 101 están en la lista protegida de la región. Hay una alta presencia de briófitas (un término colectivo para hepáticas, antocerotes y musgos). En el parque se han encontrado casi 350 especies de briófitas y más de 700 especies de líquenes. El agua cubre el 44 % del parque con tres especies conocidas que incluyen Coregoninae, besugo y lucio europeo.
En la zona del parque viven 246 especies de aves forestales, entre las que se incluyen: el urogallo, el pico tridáctilo, el agateador norteño, el mosquitero verdoso, el herrerillo capuchino, el mosquitero común, el reyezuelo sencillo, el piquituerto común, el piquituerto lorito y el cárabo uralense. El lago y sus bahías están habitados por numerosas especies de aves acuáticas, tales como: el ánade real, cerceta común, porrón osculado, porrón moñudo, charrán ártico y el cormorán grande.
El parque está habitado por 49 especies de mamíferos, que incluyen: lobo gris, el zorro rojo, comadreja, nutria europea, tejón europeo, lince euroasiático, oso pardo, alce, marta y jabalí.